# Астеропај
Астеропај (грч. Ἀστεροπαῖος) је у грчкој митологији био јунак из Тројанског рата.

## Митологија
Био је Пелегонов син и у тројанском рату се борио као вођа Пеонаца, под командом ликијског краља Сарпедона и тиме био савезник краља Пријама. Био је познат по свом расту; био је виши од свих Тројанаца и Грка. Најпре га је ранио, а потом и убио Ахил, који је касније његов оклоп даровао Еумелу. Поменут је у Хомеровој „Илијади“, али су о њему писали и други аутори.

## Астрономија
Сателит 4805 Астеропај је добио назив према овом јунаку.